# Charles Orlanducci
Charles Orlanducci (Vescovato, 28 ottobre 1951) è un ex calciatore e dirigente sportivo francese.

## Carriera

### Club
Cresciuto nelle squadre giovanili del Bastia, Orlanducci farà il suo esordio in prima squadra nel 1969 in una partita contro i Red Star. Nel 1971 Orlanducci sarà ceduto in prestito al Red Star, la squadra con la quale aveva esordito due anni prima, e alla fine della stagione sarà riscattato dal Bastia. Con la squadra còrsa (di cui divenne presto il capitano) Orlanducci giocherà fino alla fine della sua carriera, nel 1987, facendo parte della formazione che nel 1978 raggiungerà la finale di Coppa UEFA (che sarà persa contro il PSV nella gara di ritorno per 3-0), e di quella che nel 1981 vincerà la Coppa di Francia ai danni dell'allora neo campione in carica Saint-Étienne.

### Nazionale
Conta una presenza in nazionale, in una partita contro il Belgio valida per le qualificazioni del campionato europeo del 1976.

## Dopo il ritiro
Ritiratosi dall'attività calcistica, Orlanducci entrerà nel ramo dell'imprenditoria agricola. Nel giugno del 2006 fu nominato presidente del Bastia, carica che manterrà fino alle dimissioni presentate nel maggio 2010.

## Palmarès
- Supercoppa francese: 1

Bastia: 1972
- Coppa di Francia: 1

Bastia: 1980-1981